# Gott, man lobet dich in der Stille
Gott, man lobet dich in der Stille (BWV 120) – kantata religijna Johanna Sebastiana Bacha, przeznaczona na inaugurację Rady Miasta w Lipsku.
Utwór składa się z sześciu części. Powstał pomiędzy 1728 a 1730 r. w Lipsku. Bach jako kantor w lipskim kościele św. Tomasza przygotowywał i wykonywał z zespołem kantaty religijne na wybór nowej Rady Miasta. Miało to miejsce co roku w ostatnim tygodniu sierpnia. Pierwsze wykonanie kantaty Gott, man lobet dich in der Stille miało jednak miejsce wcześniej. 26 czerwca 1730 r. utwór został wykonany z okazji dwusetnej rocznicy Konfesji Augsburskiej. Dwa miesiące później utwór zaprezentowano przed radnymi.
Tekst części 1 został zaczerpnięty z Biblii (Stary Testament, Psalm 65). Autor słów do części 2−5 jest nieznany − być może jest nim Christian Friedrich Henrici, pseud. Picander, z którym Bach współpracował w Lipsku. Autorstwo tekstu w części 6 należy do Marcina Lutra.
Fragmenty kantaty 120 zostały wykorzystane przez kompozytora ponownie w kantacie weselnej Herr Gott, Beherrscher aller Dinge (BWV 120a) − niekompletnej w warstwie muzycznej, choć z zachowanym pełnym tekstem.
Autograf utworu (faksymile) przed II wojną światową znajdował się w archiwach Biblioteki Pruskiej w Berlinie. Pod koniec wojny Niemcy wywieźli cenne rękopisy związane z niemiecką kulturą na Dolny Śląsk. Dokument z kantatą 120 został przekazany na przechowanie do klasztoru w Krzeszowie. Stamtąd w latach 70. trafił do zbiorów Biblioteki Jagiellońskiej, gdzie przechowywany jest do dziś.

## Części kantaty
1. Aria Gott, man lobet dich in der Stille zu Zion (alt)
2. Chór Jauchzet, ihr erfreuten Stimmen
3. Recytatyw Auf, du geliebte Lindenstadt (bas)
4. Aria Heil und Segen (sopran)
5. Recytatyw Nun, Herr, so weihe selbst das Regiment (tenor)
6. Chorał Nun hilf uns, Herr, den Dienern dein

## Obsada
- głosy solowe: sopran, alt, tenor, bas
- chór (czteroosobowy, w głosach S A T B)
- trzy trąbki
- kotły
- dwa oboje miłosne
- dwoje skrzypiec
- altówka
- basso continuo